# Juan de Zabaleta
Juan de Zabaleta (Siviglia, 1610 o 1626 – 1667) è stato uno scrittore spagnolo.
Cronista di professione, fu autore delle opere satiriche Il giorno di festa per il domani (1654) e Il giorno di festa per il dopopranzo (1658).